# Рубежница (река)
Рубежница (бел. Рубяжніца) — река в Белоруссии, протекает по Лиозненскому району Витебской области. Является левым притоком реки Мошна (бассейн Западной Двины).

## Описание
Исток реки расположен у деревни Шлехово. Длина реки составляет 19 км. Средний наклон водной поверхности 1,5 м/км. Площадь водосбора 46 км². Падает в Мошну примерно за 0,6 км в направлении на восток от северной окраины агрогородка Адаменки. Водосбор осуществляется в южной части Витебской возвышенности. Направление течения юго-западное. Устье Рубежницы находится в 1 км от Лиозно.
На реке расположены две деревни: одна с одноимённым названием Рубежница, вторая деревня называется Станиславово.

## Происхождение названия
Словом "рубеж" в древности называли и границу землевладений, и межевой знак. Река Рубежница и одноимённая деревня располагались на границе Могилёвской и Смоленской губерний. От этого название и пошло.